# Плаутин, Николай Фёдорович
Николай Фёдорович Плаутин (13 января 1794 — 24 декабря 1866) — военачальник и государственный деятель Российской империи; генерал от кавалерии (1856), генерал-адъютант (1849), член Государственного Совета (с 1862), военный реформатор (1856—1862); кавалер всех российских орденов; непосредственный начальник М. Лермонтова по службе (1839—1840).

## Биография
Родился 13 января 1794 года в селе Писцово Луховского уезда Костромской губернии (ныне д. Писцово Вичугского района Ивановской области); воспитывался в Московском университетском благородном пансионе.
Его родители: полковник Смоленского гарнизона Фёдор Сергеевич Плаутин (1732—1807) и Анна Григорьевна Бардакова (1763—1847). Сестра и братья: Анна (1795—1835), Михаил (1799—1874, генерал-майор), Сергей (1798—1881), Пётр (1802—1852), Фёдор (1807—1867).
30 августа 1812 года Плаутин поступил корнетом в конный полк Костромского ополчения и вместе с ним участвовал в сражениях в герцогстве Варшавском, в Силезии, Богемии и Саксонии, был в сражениях при Дрездене и Лейпциге, с 5 января по 6 февраля 1814 года участвовал при осаде крепости Магдебурга.
Во время обратного похода в Россию, 19 августа 1815 года переведён был в Борисоглебский драгунский полк. В этом полку Плаутин был недолго: уже 10 апреля 1816 года он перешёл в лейб-гвардии Гусарский полк и здесь быстро обратил на себя внимание начальства.
22 января 1818 года он был произведён в поручики, 23 ноября 1819 года — в штабс-ротмистры, 2 августа 1822 года сделался адъютантом генерала от кавалерии Ф. П. Уварова, затем, 27 ноября 1824 года, назначен флигель-адъютантом Его Величества с оставлением в лейб-гвардии Гусарском полку, 8 февраля 1825 года произведён в ротмистры, на следующий год 19 марта в полковники, причём 6 декабря был награждён орденом св. Владимира 4-й степени, и, наконец, 27 апреля 1827 года, к началу Турецкой кампании назначен командиром Гусарского принца Оранского полка.
В Турецкой кампании 1828—1829 годов он принимал деятельное участие со своим полком и получил за время её целый ряд наград.
Переправившись через Дунай в конце мая 1828 года в составе отряда графа Дибича, он 8 июня за отличие в сражении при крепости Кюстенджи был награждён бантом к ордену св. Владимира 4-й степени; за «отличное исполнение диспозиции под Шумлой» награждён 29 июля орденом св. Анны 2-й степени и 23 августа, за дело при деревне Костеж, получил алмазные знаки к этому ордену.
В следующем году, 31 мая, Плаутин во время сражения при Кулевче удачной атакой своего полка опрокинул турецкую кавалерию и этим много содействовал блестящей победе этого дня; за это он 5 октября 1829 года получил орден св. Георгия 4-й степени (№ 4285 по списку Григоровича — Степанова).
Затем, до конца кампании, он несколько раз принимал участие в сражениях; так, 18 июня — при покорении крепости Силистрии, 27 июля — в стычке при селении Демеркиой; наконец, последним его подвигом была атака 14 августа, со своим полком и казаками Борисова полка, турецкой армии, расположившейся близ селения Морат. 29 мая 1830 года Плаутину за кампанию 1828—1829 годов была пожалована золотая сабля с надписью «За храбрость».
С началом Польской кампании он был послан с полком к галицийской границе и за удачное сражение с войсками Дверницкого 6 и 7 апреля 1831 года у м. Боремля (ранен пикой в ногу), а также за действия свои в Волынской губернии был награждён 25 июня чином генерал-майора, и вслед за тем — 11 июля был назначен командиром 1-й бригады 6-й уланской дивизии, а 19 декабря — 2-й бригады 3-й гусарской дивизии. Тогда же за удачную атаку (19 августа) польской кавалерии, сделавшей вылазку из осажденной крепости Замостья, за уничтожение 24 августа отряда польских мятежников близ м. Янова, за преследование с 3 по 6 сентября корпуса Ромарино и за некоторые другие кавалерийские дела ему 6 декабря 1833 года был пожалован орден св. Станислава 1-й степени; также за Польскую кампанию Плаутин в конце 1831 года получил знак отличия «Virtuti Militari» 2-й степени.
В воспоминание об его участии в польской кампании и за смотр при Калише ему в 1835 году дан был прусский орден Красного Орла 2-й степени со звездой и майорат по чину в Польше.
25 июня 1839 года Плаутин был назначен командиром лейб-гвардии Гусарского полка, а ровно через месяц — командиром 2-й бригады 1-й лёгкой гвардейской кавалерийской дивизии с оставлением в должности командира полка. 11 апреля 1843 года Плаутин был произведён в генерал-лейтенанты с назначением командиром 2-й бригады гвардейской кирасирской дивизии, 9 мая 1844 года назначен начальником 2-й лёгкой гвардейской кавалерийской дивизии и, наконец, 21 января 1849 года генерал-адъютантом Его Величества. За это же время он получил несколько наград русских и иностранных: 4 сентября 1837 года — орден св. Анны 1-й степени, 6 декабря 1839 года — алмазные знаки к ордену св. Анны 1-й степени, 6 декабря 1842 года — прусский орден Красного орла со звездой, украшенной бриллиантами, табакерку, украшенную бриллиантами с портретом короля прусского и орден св. Владимира 2-й степени, 6 декабря 1845 года — орден Белого орла.
Венгерская кампания 1849 года, в которой он принял участие, доставила ему ряд триумфов и наград: 5 июля он отличился успешным преследованием неприятеля от Вайцена, 13 июля овладел переправой на p. Тиссе при местечке Тисса-Фюред, 21 июля разбил неприятеля при Дебречине и за это дело был награждён 29 июля орденом св. Александра Невского; также ему пожалованы были: 25 мая — австрийский орден Леопольда 1-й степени, 25 июля — прусский орден Красного орла 1-й степени и нидерландский военный орден Вильгельма 3-й степени. В 1851 году вюртембергский король сделал его, в воспоминание его участия в Венгерской кампании, кавалером ордена Короны 1-й степени, а помимо этого ему дано было в награду 500 червонцев.
По возвращении в Россию Плаутин 24 февраля 1853 года был назначен членом Комитета о раненых, а 29 ноября 1854 года — командиром Гренадерского корпуса. Во время Крымской войны в 1855 году находился с войсками у Перекопа, затем в Симферополе и у Карасубазара.
23 июня 1856 года Плаутин сделан был членом, а после пожалования его 26 августа того же года генералом от кавалерии и назначения командиром отдельного гвардейского корпуса — 30 сентября — председателем Высочайше утвержденной комиссии для улучшений по военной части. В 1856—1862 годах Плаутин сыграл видную роль в качестве сперва члена, а потом и председателя комиссии, подготовившей милютинские военные реформы.
Командиром гвардейского корпуса Плаутин оставался до назначения его 30 августа 1862 года членом Государственного совета, где присутствовал на заседаниях Департамента гражданских и духовных дел и Комиссии для рассмотрения отчётов Военного министерства, причём за это время получил несколько высших наград, как-то: 30 августа 1857 года — алмазные знаки к ордену св. Александра Невского, 26 октября того же года — прусский орден Красного Орла 1-й степени с алмазами, 8 сентября 1859 года — св. Владимира 1-й степени с мечами, 8 сентября 1860 года — орден 1-го класса Петра-Фридриха-Людвига Ольденбургского, наконец, 30 августа 1862 года, при Высочайшем Рескрипте, орден св. Андрея Первозванного; помимо этого, 12 апреля 1857 года Плаутин был удостоен Высочайшего рескрипта следующего содержания:

Николай Фёдорович! Во время лагерного нынешним летом сбора войск отдельного Гвардейского корпуса с прикомандированными к ним частями, Я с душевным удовольствием удостоверился, что все части вверенных Вам войск находятся в отличном состоянии. Приятно было мне видеть, с каким пламенным усердием войска исполняли служебные обязанности; знание дела, порядок, неутомимость, бодрый и веселый вид заслуживают полной и совершенной похвалы, но в особенности меня радует замечательно малое число больных, служащее доказательством, что на сбережение нижних чинов обращено попечительное внимание. Сердечно благодарю Вас за Ваши неусыпные заботы о войсках, под начальством Вашим стоящих и за доведение оных до настоящего блистательного состояния. Пребываю к Вам неизменно благосклонный, Александр.
Как член Государственного совета, Плаутин принимал участие в обсуждении 14, 16 и 17 декабря 1863 года проекта земской реформы и, между прочим, был одним из 29 членов, высказавшихся против 17 остальных членов по вопросу о председательстве в губернских земских собраниях (за предоставление его губернскому предводителю дворянства, а не лицу, избранному собранием).
Хроническая болезнь сердца вскоре помешала Плаутину продолжать занятия в Государственном совете. Он уехал в Ниццу, где и скончался 24 декабря 1866 года. Он погребён в церкви на Казанском кладбище в Царском Селе.
- Орден Святого Владимира 4-й степени (6 декабря 1826)
- Бант к ордену Святого Владимира 4-й степени (8 апреля 1828)
- Орден Святой Анны 2-й степени (29 июля 1828); алмазные знаки к ордену (23 августа 1828)
- Орден Святого Георгия 4-й степени (5 октября 1829)
- Золотая сабля «За храбрость» (29 мая 1830)
- Польский знак отличия за военное достоинство 2-й степени (1831)
- Орден Святого Станислава 1-й степени (6 декабря 1833)
- Орден Святой Анны 1-й степени (1 октября 1837); императорская корона к ордену (6 декабря 1840)[2]
- Орден Святого Владимира 2-й степени (6 декабря 1842)
- Орден Белого орла (31 декабря 1845)
- Орден Святого Александра Невского (29.7.1849); алмазные украшения к ордену (30 августа 1857)
- Орден Святого Владимира 1-й степени с мечами (8 сентября 1859)
- Орден Святого апостола Андрея Первозванного (30 августа 1862)

иностранные:
- Орден Красного орла 2-го класса со звездой (королевство Пруссия, 1835); бриллиантовые украшения к ордену (6 декабря 1842)
- Австрийский орден Леопольда 1-й степени (Австрийская империя, 25 мая 1849)
- Орден Красного орла 1-го класса (королевство Пруссия, 25 июля 1849); бриллиантовые украшения к ордену (26 октября 1857)
- Военный орден Вильгельма 3-й степени (королевство Нидерланды, 25 июля 1849)
- Орден Вюртембергской короны 1-й степени (королевство Вюртемберг, 1851)
- Орден Заслуг герцога Петра-Фридриха-Людвига 1-й степени (великое герцогство Ольденбург, 8 сентября 1860)

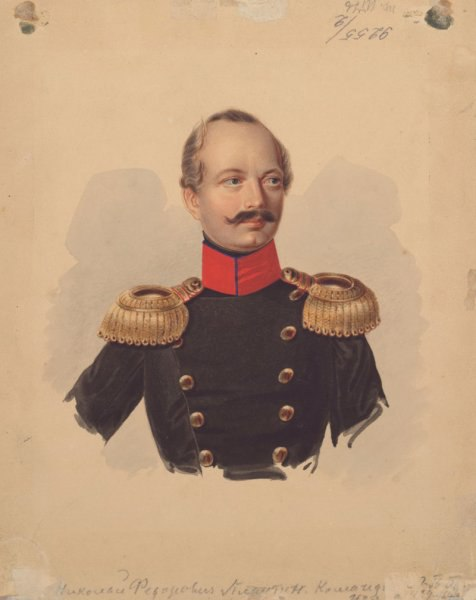
Портрет работы А. И. Клюндера, 1839-1843 гг.
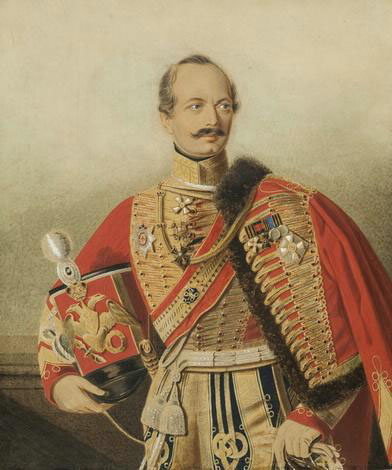
Портрет работы А. И. Клюндера, 1841-1842 гг.
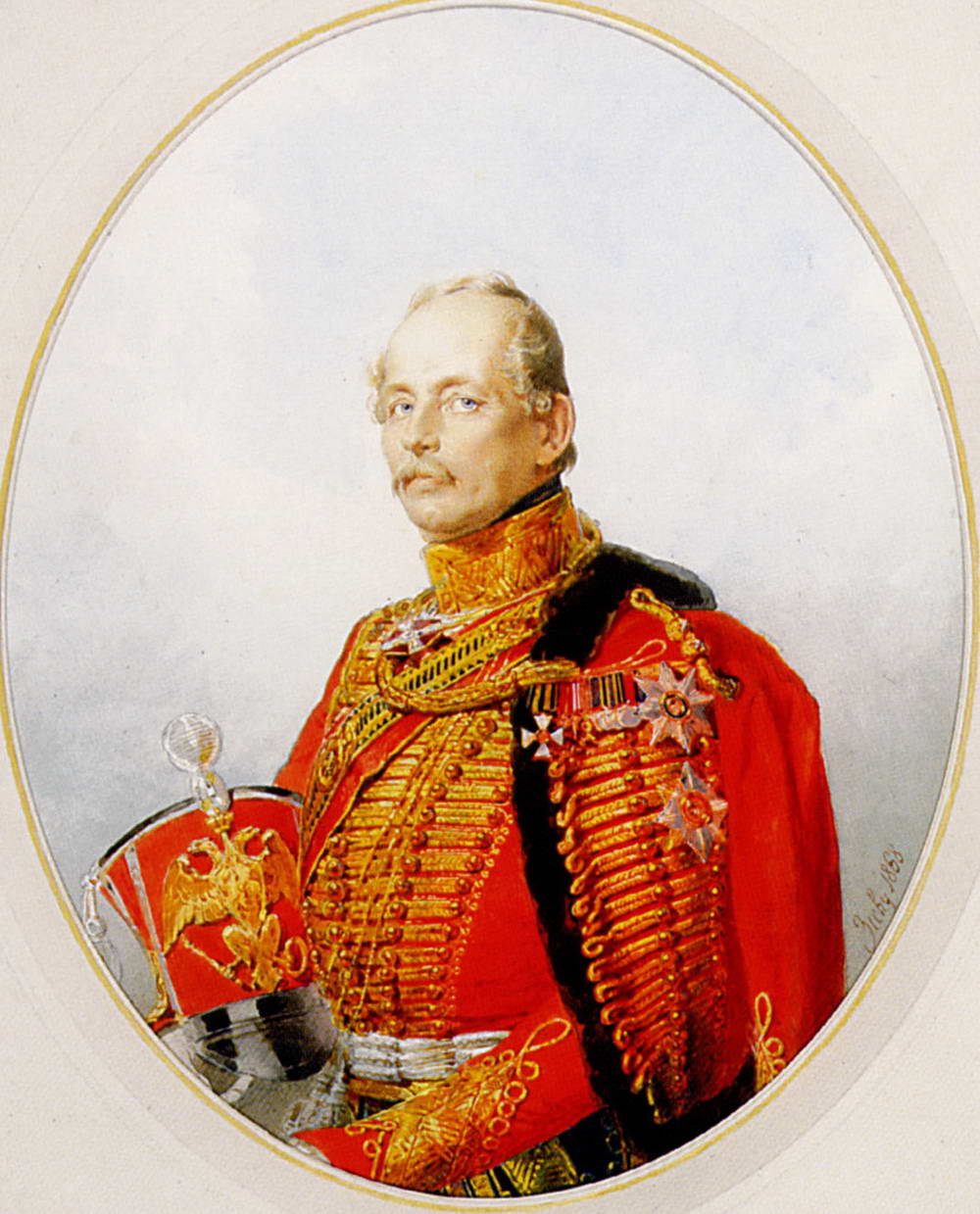
Портрет работы М. А. Зичи, 1868 г.
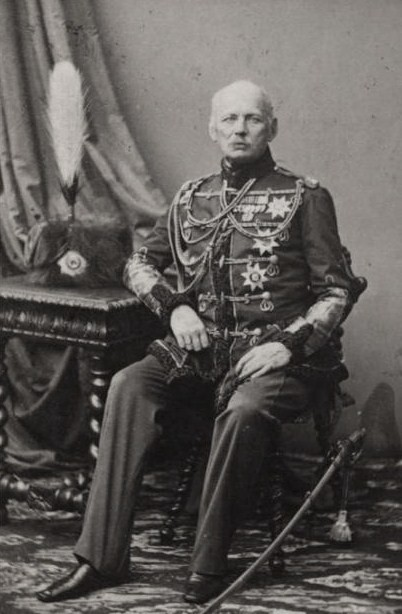
Фото, 1860-е гг.

## Семья

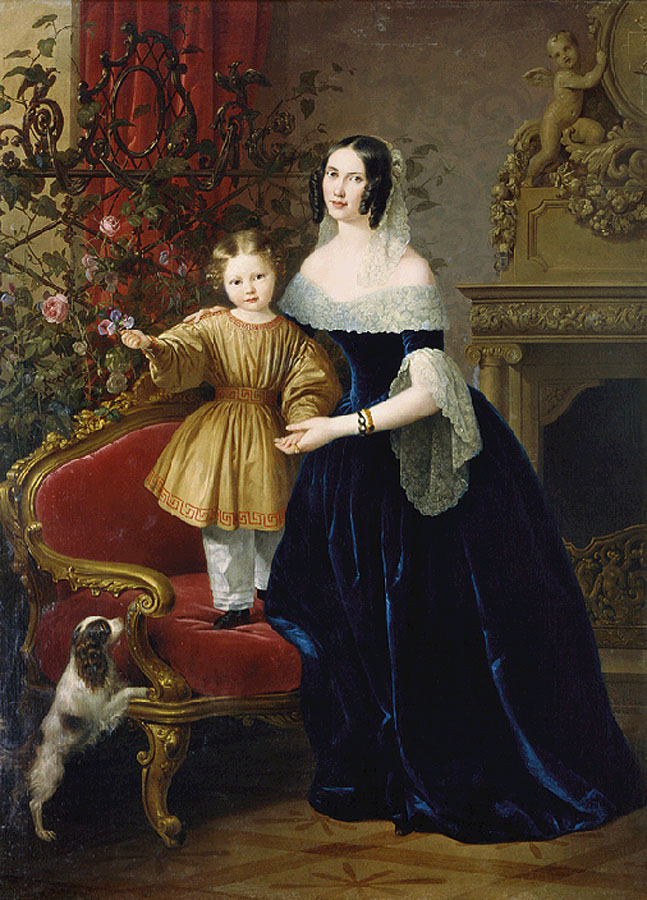
Северина Иосифовна Плаутина с сыном Сергеем (1840)

Жена (с 1832) — графиня Северина Иосифовна Калиновская (1814—08.06.1852), внучка известной в своё время красавицы-польки М. Ф. Уваровой; старшая дочь генерал-майора польской армии графа Иосифа Севериновича Калиновского (1785—1825) от его брака с богатой помещицей Эмилией Потоцкой (1790—после 1857). После смерти отца и второго замужества матери воспитывалась в Екатерининском институте в Петербурге, который окончила в 1832 году с золотым шифром малой величины. По словам А. Н. Вульфа, Северину Калиновскую «приготовляли в невесты Плаутину, когда она ещё была в институте. Кроме того, что она была хороша собой (много дурачилась, смеялась и вообще была чрезвычайно забавна), она была и очень богата. Плаутин был чрезвычайно счастлив, все ему удавалось по желанию». После замужества проживала с мужем в доме на Литейном проспекте. Скончалась летом 1852 года в Ницце и была похоронена в Ретово в имении сестры своей Огинской. Соболезнуя Плаутину, император Николай I собственноручно писал: «Искренно и душевно оплакиваю смерть покойной, которую душевно любил и уважал как добрейшую женщину». Дети:
- Сергей Николаевич (1837—1926), генерал-лейтенант; внук — Николай Сергеевич (1868—1918), генерал-майор, был женат на фрейлине двора Марии Михайловне Раевской (1872—1942; погибла в Алжире во время бомбардировки).
- Ольга Николаевна (1839—1866), фрейлина (1857), супруга командира Конной батареи полковника В. В. Канищева (1829—1889).
- Николай Николаевич (25.06.1845—01.08.1845)